# Ecocardiografia transesofagea
Un ecocardiogramma transesofageo è una tecnica alternativa per eseguire un ecocardiogramma. Una particolare sonda, contenente un trasduttore ad ultrasuoni sulla punta, viene inserita nell'esofago del paziente fino ad essere posizionata in prossimità del cuore.
Tale metodica presenta diversi vantaggi e alcuni svantaggi rispetto ad un ecocardiogramma transtoracico.